# 賈爾冰原島峰
71°55′S 3°18′E / 71.917°S 3.300°E
賈爾冰原島峰，是南極洲的冰原島峰，位於毛德皇后地的瑪塔公主海岸，處於里森峰以北6公里，屬於耶爾斯維克山脈的一部分，根據挪威探險隊的測量和空中照片繪入地圖，現時由南極條約體系管理。